# Campagne froide vers Reval de 1219
La « campagne froide » vers Reval de 1219 eut lieu à la fin février 1219 à l’appel des croisés de Riga, dans le but de dévaster le territoire encore païen de Reval en Estonie du Nord, et d'empêcher ses habitants de s’allier avec les Russes de Pskov. Les alliés des croisés, les Livoniens et les Lettes, ainsi que l’Ordre des Chevaliers Porte-Glaive, dirigé par son maître Volkwin, y participèrent. L’expédition traversa le territoire de Sontagana, où des guides furent recrutés. L’armée fut divisée en unités livoniennes, allemandes et lettes, et en trois jours, la terre de Reval fut entièrement ravagée.